# Günter Firit
Günter Firit (geboren am 28. April 1947 in Westerhausen im Ostharz; gestorben am 13. Juni 2010 in Puchheim bei München) war ein deutscher Maler und Grafiker.

## Leben
Im Jahr 1954 zog seine Familie nach Magdeburg. Sein Vater starb im Jahr 1961. Seine Mutter arbeitete als Säuglingsschwester und kümmerte sich um ihre fünf Kinder. Ab 1963 besuchte er den künstlerischen Zirkel von Günter Pilling (* 1918). Firit verließ nach dem Abschluss der Mittelschule 1964 die Familie und lebte in Weimar und Halberstadt, wo er sich seinen Lebensunterhalt durch Aushilfstätigkeiten und als freier Graphiker finanzierte. Von 1967 bis 1969 war er als Theatermaler in Halberstadt und in Quedlinburg tätig. Er immatrikulierte sich 1969 an der Hochschule für Bildende Künste Dresden. Er musste 1971 sein Studium vorzeitig beenden, weil ihm „ideologische Unreife und mangelhafte Studienhaltung“ vorgeworfen wurde. Anschließend arbeitete er als Bühnentechniker am Dresdner Stadttheater und kam 1972 nach Berlin, wo er seine erste Einzelausstellung hatte und seine erste Frau kennenlernte. 1974 zogen sie nach Leipzig, wo ihre beiden Söhne Ben (1975) und Till (1977) geboren wurden. Er nahm an mehreren lokalen und überregionalen Ausstellungen teil. 1975 hielt er sich vorübergehend an der Ostsee auf. Seine Ehe wurde 1979 geschieden und Firit heiratete 1982 seine zweite Frau.
Gemeinsam mit Lutz Dammbeck, Frieder Heinze, Olaf Wegewitz vertrat Firit eine Kunstrichtung, die der Kulturpolitik der DDR eher entgegenstand. Er wurde trotzdem von Bernhard Heisig als Meisterschüler (1980–1983) an der Berliner Akademie der Künste angenommen. Seine Beteiligung am „Ersten Leipziger Herbstsalon“ führte 1984 zu Spannungen mit der DDR Kulturbürokratie. Firit stellte daher 1985 einen Ausreiseantrag, der 1986 bewilligt wurde. Die Familie siedelte sich in Puchheim an. 1989/1990 gründete er die Malschule Palsweilmoos. Seine Werke befinden sich in Privatbesitz und in öffentlichen Sammlungen. Er schuf expressive oft sehr düstere Darstellungen gebrochener menschlicher Körper wie das Gemälde Selbstzerstörung, das 1984 nach dem Tod seiner ersten Frau entstand und sich in der Sammlung Hasso Plattner befindet.

## Ausstellungen
- Fünf junge Künstler: Wolfram Ebersbach, Günter Firit, Gudrun Pontius, Torsten Gregor Schade Manfred Smollich. Verkaufsausstellung 4. bis 28. März 1978 in der Galerie am Sachsenplatz in Leipzig
- Günter Firit: Bilder aus einem Jahr 1. Bis 30. April 1984 Staatliches Lindenau-Museum Altenburg
- 11 Meisterschüler: Graphik, Malerei, Plastik. September bis November 1984. Akademie der Künste, Berlin (Marie-Luise Bauerschmidt, Rolf Biebl, Joachim Böttcher, Horst Engelhardt, Günter Firit, Clemens Gröszer, Ute Hipfel, Sibylle Leifer, Maria Radoslawowa-Finger, Gerd Sonntag, Berndt Wilde)
- 1. Leipziger Herbstsalon; Ausstellung von Malerei, Grafik, Plastik. Konzept vom 10. November bis 7. Dezember 1984 im Messehaus am Markt in Leipzig
- Günter Firit: Untergang ohne Umarmung, Bilder 1980–1995. vom 4. November bis 31. Dezember 1995 im Leonhardi-Museum Dresden vom 23. Mai bis 7. Juli 1996 im Stadtmuseum in Waldkraiburg
- Hinter der Maske. Künstler in der DDR. 29. Oktober 2017 bis 4. Februar 2018 im Museum Barberini in Potsdam[6]

Zentrale und regional wichtige Ausstellungen in der DDR
- 1974/1975 und 1978: Junge Künstler der DDR Galerie Junge Kunst Frankfurt/Oder
- 1974, 1979 und 1985: Bezirkskunstausstellungen Leipzig
- 1977/1978 und 1982/1983: VIII. und IX. Kunstausstellung der DDR Dresden
- 1979: Radierung und Kupferstich im Bezirk Leipzig Altenburg/Thüringen, Lindenau-Museum
- 1982: Selbstbildnisse Leipziger Künstler Museum der Bildenden Künste Leipzig
- 1982: 10 Jahre Leipziger Grafikbörse Leipzig